# Tetsuya Akikawa

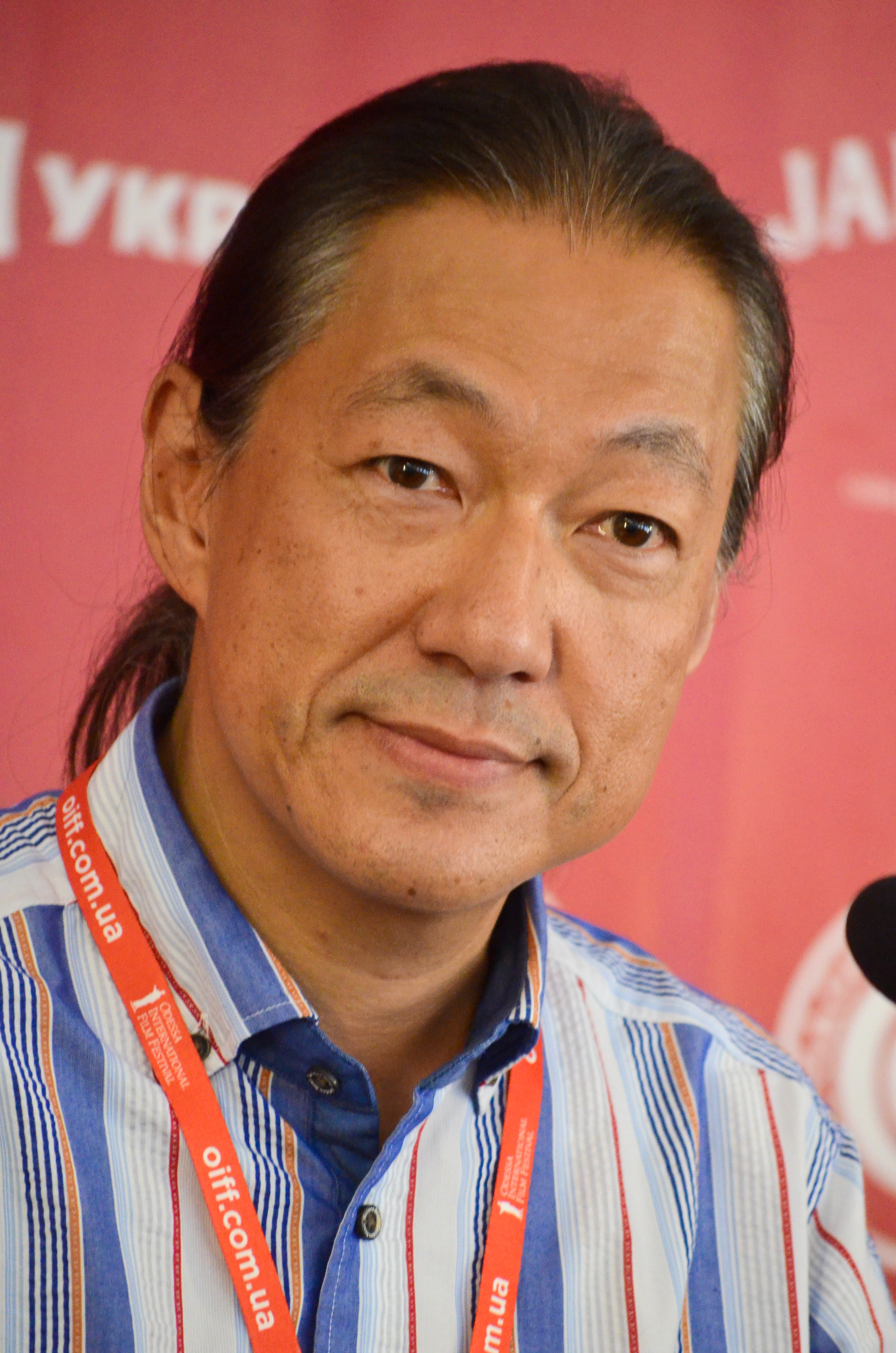
Tetsuya Akikawa beim Internationalen Filmfest Odessa, 2015

Tetsuya Akikawa (jap. 明川 哲也, Akikawa Tetsuya; * 17. Juni 1962 in der Präfektur Tokio), vormals Durian Sukegawa (ドリアン 助川, Dorian Sukegawa), eigentlich Tetsuya Sukegawa (助川 哲也, Sukegawa Tetsuya), ist ein japanischer Autor, Dichter und Musiker.

## Leben
Sukegawa besuchte in seiner Geburtsstadt die Waseda-Universität und studierte dort das Fach Philosophie. Er ist in Japan auch als Schauspieler, Punkmusiker sowie als Rundfunk- und Fernsehmoderator bekannt.
Sukegawas Bestseller Kirschblüten und rote Bohnen wurde 2015 von der japanischen Regisseurin Naomi Kawase mit dem Titel An verfilmt. Der Film war im gleichen Jahr der Eröffnungsfilm in der Kategorie Un Certain Regard der Filmfestspiele von Cannes. Später im Jahr war der Kinostart in Deutschland. Der Roman erschien 2016 in deutscher Übersetzung.

## Werke
- Kirschblüten und rote Bohnen, Roman. Übersetzt von Ursula Gräfe. DuMont, Köln 2016, ISBN 978-3-8321-9812-1.[2]
- Die Insel der Freundschaft, Roman. Übersetzt von Luise Steggewentz. DuMont, Köln 2017, ISBN 978-3-8321-9861-9.
- Die Katzen von Shinjuku, Roman. Übersetzt von Sabine Mangold, DuMont, Köln 2021, ISBN 978-3-8321-8147-5.